# Poesiomat (Vinohradský hřbitov)
Poesiomat na Vinohradském hřbitově v Praze (Havlovský poesiomat) je umístěn v severozápadní části hřbitova poblíž hlavního vchodu z Vinohradské ulice.

## Historie
Poesiomat se zde poprvé rozezněl den před desátým výročím úmrtí Václava Havla a většina z nahrávek jej připomene jako dramatika, spisovatele, politika a filozofa. Lze si vybrat také autentický hlas spisovatele Jaroslava Foglara, závěrečnou promluvu z procesu Milady Horákové nebo píseň Náhrobní kámen Petra Nováka.